# Leptolejeunea tridentata
Espèce
Statut de conservation UICN

 EN B2ab(ii,iii,iv) : En danger
Leptolejeunea tridentata est une espèce de plantes de la famille des Lejeuneaceae.

## Publication originale
- Nova Hedwigia 17: 335–336. 1969.